# Матвієнко Леонід Григорович
Леонід Григорович Матвієнко (*28 вересня 1950 у с. Юнаківка, Сумської області, Сумського району) — український співак. Заслужений артист Абхазької АРСР (1984). Заслужений артист України (1999).

## Життєпис
Народився у селянській родині. Батько Григорій Павлович Матвієнко комбайнер, мати Тетяна Василівна Матвієнко.

### Навчання та кар'єра
1958–1968 роки навчався у школі.
Після закінчення середньої школи вступив до Сумського культпросвітного училища на факультет хормейстера. Училище тоді знаходилося у селі Кияниця Сумського району. Екзамени здав успішно, відразу поступив на 2 курс.
1969—1971 — армійську службу проходив солістом у ансамблі пісні і танцю Другої танкової окупаційної армії в Німеччині.
По закінченню терміну служби, залишився на понадстрокову службу в місті Фюрстенберг. Там служив до 1978 року. Леоніда з іншими співаками залучали до телевізійних зйомок, включали до складу концертних бригад, виступав разом із зірками світової естрад: Карел Готт, Дін Рід, Лілі Іванова, Бісер Кіров.
1978—1988 — служив у Червонознаменному Закавказькому військовому окрузі у Тбілісі у ансамблі пісні і танцю, який обслуговував три республіки тодішнього СССР — Грузію, Вірменію та Азербайджан.
У 1979 році ансамбль гастролював 2 місяці по Австралії.
| І досі зберігаю одну з тамтешніх газет, у якій наш виступ оцінили максимально високою оцінкою — щось на зразок того, що радянські артисти буквально „порвали“ слухацьку аудиторію». Двічі із ансамблем виїжджав на гастролі до Афганістану. |
Пізніше закавказький округ перевели на службу до ансамблю центральної групи військ Чехословаччини до міста Міловиці. Там Леонід служив 2 роки.
Після розформування війська у Чехословаччині, був переведений до Західної групи військ у місто Вюнсдорф, Німеччина.ГСВГ [Архівовано 21 лютого 2020 у Wayback Machine.]
1994 році повернувся до Сум і вийшов на пенсію.

### Сімейний стан
Одружений, має двох доньок, онука й онуку.
З червня 2014 року працює у Сумській обласній філармонії. Вперше на цю сцену виходив у 12-річному віці для участі у обласному конкурсі художньої самодіяльності. Виконав українська класичну пісню «Вечір на дворі» під баян. Не переміг тому, що журі тоді сказало, що хлопець співає гарно, але пісня про кохання не відповідає віку.

## Нагороди
- 1984 — присвоєно звання Заслуженого артиста Абхазької АРСР
- 1999 — присвоєно звання Заслуженого артиста України
- Нагороджений знаком за заслуги перед містом Суми 3 ступеню.
- Також має численні грамоти від міських голів та міністрів оборони.

## Репертуар
У репертуарі Леоніда Матвієнка пісні різних жанрів: військові, патріотичні, естрадні, народні, класичні, романси.

## Факти
Леонід Матвієнко у кожному колективі відпрацював приблизно 200 концертів за рік. У кожному концерті, як соліст виконував по 2-3 пісні, а потім ще 10-12 із хором. За рік виходить 1000 пісень.
«Майстерність приходить із роками. У 20-25 років я гадав, що вже все вмію, а зараз думаю, що мені потрібно ще працювати і підвищувати свій професійний рівень».